# Талышская письменность
Талышская письменность — письменность, используемая для записи талышского языка. За время своего существования несколько раз меняла свою графическую основу и неоднократно реформировалась. Талышская письменность параллельно использует сразу три графические системы:
- кириллица (в России и, частично, в Азербайджане)
- латиница (в Азербайджане)
- арабское письмо (в Иране)

## Арабское письмо
В Иране для талышского языка крайне ограничено используется арабское письмо. Издания на нём очень редки и, как правило, представляют собой сборники поэзии. В 2020 году в Иране был издан учебник талышского языка «تاڵشيٙه درس». Существует много вариантов арабского алфавита для талышского языка, но в 2016 году в университете Гиляна был разработан и принят алфавит, который должен стать стандартным для записи талышского языка в Иране,.
| Согласные | Согласные | Согласные | Согласные | Согласные | Согласные | Согласные | Согласные | Согласные | Согласные | Согласные | Согласные | Согласные | Согласные | Согласные | Согласные | Согласные | Согласные | Согласные | Согласные | Согласные | Согласные | Согласные |
| --------- | --------- | --------- | --------- | --------- | --------- | --------- | --------- | --------- | --------- | --------- | --------- | --------- | --------- | --------- | --------- | --------- | --------- | --------- | --------- | --------- | --------- | --------- |
| اَ         | ب         | پ         | ت         | ج         | چ         | خ         | د         | ر         | ز         | ژ         | س         | ش         | غ         | ف         | ک         | گ         | ل         | م         | ن         | و         | ه         | ي         |
| ʔ         | b         | p         | t         | j         | č         | x         | d         | r         | z         | ž         | s         | š         | ɣ         | f         | k         | g         | l         | m         | n         | v         | h         | y         |

| Согласные, применяемые только в заимствованиях из арабского языка | Согласные, применяемые только в заимствованиях из арабского языка | Согласные, применяемые только в заимствованиях из арабского языка | Согласные, применяемые только в заимствованиях из арабского языка | Согласные, применяемые только в заимствованиях из арабского языка | Согласные, применяемые только в заимствованиях из арабского языка | Согласные, применяемые только в заимствованиях из арабского языка | Согласные, применяемые только в заимствованиях из арабского языка | Согласные, применяемые только в заимствованиях из арабского языка |
| ----------------------------------------------------------------- | ----------------------------------------------------------------- | ----------------------------------------------------------------- | ----------------------------------------------------------------- | ----------------------------------------------------------------- | ----------------------------------------------------------------- | ----------------------------------------------------------------- | ----------------------------------------------------------------- | ----------------------------------------------------------------- |
| ث                                                                 | ص                                                                 | ح                                                                 | ذ                                                                 | ض                                                                 | ظ                                                                 | ط                                                                 | ع                                                                 | ق                                                                 |
| s                                                                 | s                                                                 | h                                                                 | z                                                                 | z                                                                 | z                                                                 | t                                                                 | ʔ                                                                 | ɣ                                                                 |

Палатализация согласных د ,ت ,س ,ز ,ن ,ل ,ر обозначается надстрочным значком в виде маленькой буквы «нун» (ن).
| Гласные | Гласные | Гласные | Гласные | Гласные | Гласные | Гласные | Гласные | Гласные |
| ------- | ------- | ------- | ------- | ------- | ------- | ------- | ------- | ------- |
| ﻪ, ◌َ    | آ ,ا    | ◌ِ ,ﻪ    | ˇ ,ﻪ    | ى       | ◌ُ ,و    | و       | و̈       | ◌ْ, ّ     |
| a       | â       | e       | ə       | i       | o       | u       | ü       | Ø       |

## Латинское письмо

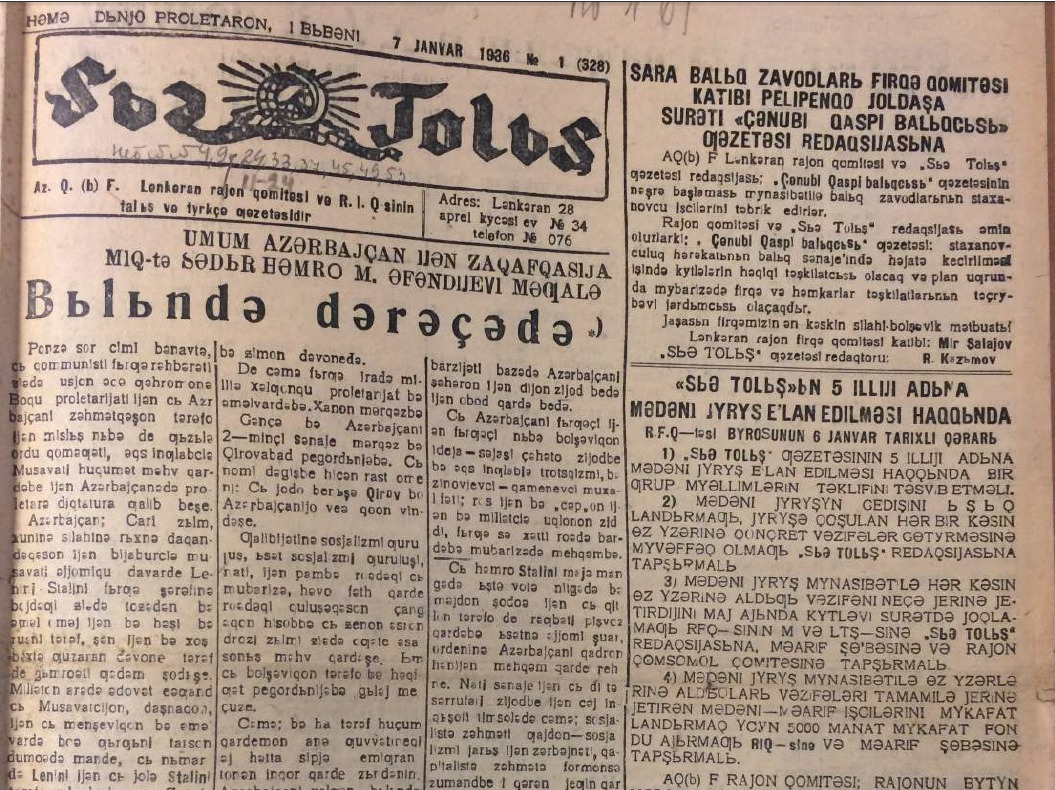
Газета «Сыа Толыш» на латинице 1929 года.

Талышская письменность на латинской основе была создана в СССР в 1929 году, когда шёл всесоюзный процесс латинизации письменностей. Первый талышский алфавит включал буквы A a, B b, C c, Ç ç, D d, E e, Ә ә, F f, G g, Ƣ ƣ, H h, I i, J j, K k, L l, M m, N n, O o, P p, Q q, R r, S s, Ş ş, T t, U u, V v, X x, Y y, Z z, Ƶ ƶ, Ь ь. В начале 1930-х буквы K k и Y y были исключены из алфавита и он принял следующий вид:
| A a | B в | С с | Ç ç | D d | E e | Ә ә | F f | G g | Ƣ ƣ |
| H h | I i | J j | L l | M m | N n | O o | P p | Q q | R r |
| S s | Ş ş | T t | U u | V v | X x | Z z | Ƶ ƶ | Ь ь |     |

Первый талышский алфавит функционировал до 1939 года.
В середине 1990-х годов в Азербайджане была разработана и внедрена в сферу образования новая талышская письменность на латинской основе:
| A a | B b | С с | Ç ç | D d | E e | Ә ә | F f | Ğ ğ | H h |
| X x | I ı | İ i | J j | K k | Q q | L l | M m | N n | O o |
| P p | R r | S s | Ş ş | T t | U u | V v | Y y | Z z |     |

В первой версии латинизированного алфавита, составленной А. Раджабли, и опубликованной в газете «Толыши сәдо» в январе 1993 года, присутствовала буква G g и отсутствовала K k. Также в 1990-х годах вместо буквы U u использовалась буква Ü ü.

## Кириллица
Талышский кириллический алфавит. Кириллица использовалась при издании талышских газет, таких как: «Толыш», «Талышский вестник», «Шавнышт». Научные труды печатающиеся в вестнике Талышской Национальной Академии используют кириллический алфавит.
| A a | Б б | В в | Г г | Ғ ғ | Д д | Е е | Ә ә | Ж ж | З з |
| И и | Ы ы | J j | К к | Л л | М м | Н н | О о | П п | Р р |
| С с | Т т | Y ү | Ф ф | Х х | Һ һ | Ч ч | Ҹ ҹ | Ш ш |     |

## Таблица соответствия алфавитов
Составлено по:
| Кириллица | Латиница 1930-х | Латиница 1996 |
| --------- | --------------- | ------------- |
| А а       | A a             | A a           |
| Б б       | B в             | B b           |
| В в       | V v             | V v           |
| Г г       | G g             | Q q           |
| Ғ ғ       | Ƣ ƣ             | Ğ ğ           |
| Д д       | D d             | D d           |
| Е е       | E e             | E e           |
| Ә ә       | Ə ə             | Ə ə           |
| Ж ж       | Ƶ ƶ             | J j           |
| З з       | Z z             | Z z           |
| И и       | I i             | İ i           |
| Ы ы       | Ь ь             | I ı           |
| Ј ј       | J j             | Y y           |
| К к       | Q q             | K k           |
| Л л       | L l             | L l           |
| М м       | M m             | M m           |
| Н н       | N n             | N n           |
| О о       | O o             | O o           |
| П п       | P p             | P p           |
| Р р       | R r             | R r           |
| С с       | S s             | S s           |
| Т т       | T t             | T t           |
| Ү ү       | U u             | Ü ü           |
| Ф ф       | F f             | F f           |
| Х х       | X x             | X x           |
| Һ һ       | H h             | H h           |
| Ч ч       | C c             | Ç ç           |
| Ҹ ҹ       | Ç ç             | C c           |
| Ш ш       | Ş ş             | Ş ş           |